# Lepokole
Lepokole – wieś w Botswanie w dystrykcie Central. Według spisu ludności z 2011 roku wieś liczyła 955 mieszkańców.